# The Poodles
The Poodles was een glam metal/heavy metalband uit Zweden. Hun bekendste hits zijn Metal Will Stand Tall en Night of Passion. Ze beleefden hun grote doorbraak tijdens de Zweedse voorrondes voor het Eurovisiesongfestival van 2006. Daar behaalden ze met Night of Passion de 4e plaats. De band werd opgericht door zanger Jakob Samuel (alias Jake Samuels, die in de vroege jaren 1990 drummer was van de band "Talisman"), bassist Pontus Egberg (ex "Lion's Share"), gitarist Pontus Norgren (ook ex "Talisman" en "Humanimal") en drummer Christian Lundqvist.

## Begin
In 2006 werd Jakob Samuel gevraagd om het nummer Night of Passion op te nemen. Samuel vond het lied geweldig en vroeg Christian Lundqvist als drummer voor deze opnamesessie.
Later vervoegden bassist Pontus Egberg en gitarist Pontus Norgren hen bij de live uitvoeringen van dit nummer. Ze noemden zichzelf The Poodles.
The Poodles waren een van de tien finalisten op "Melodifestivalen 2006" (jaarlijkse muziekwedstrijd georganiseerd door de Zweedse openbare radio en televisie om te bepalen wie Zweden zou vertegenwoordigen op het Eurovisiesongfestival). Ze eindigden op de 4de plaats.
In mei 2006 kwam hun debuutalbum Metal Will Stand Tall uit in Zweden. Door een deal met het Duitse AFM Records werd dit album in de rest van Europa uitgebracht op 19 januari 2007.
De single Night of Passion behaalde platina en de opvolger "Metal Will Stand Tall" (een duet met Tess, zangeres van de Zweedse danceact Alcazar) behaalde goud.

## Bandleden
Huidige line-up
- Jakob Samuel - zang
- Christian Lundqvist - drums
- Henrik Bergqvist - gitaar
- Germain Leth - bas

Oud-leden
- Pontus Norgren - gitaar
- Pontus Egberg - bas
- Johan Flodquvist- bas

Op 22 April 2008 verliet gitarist Pontus Norgren de band. Sindsdien werd hij vervangen door Henrik Bergqvist.
De band gaf toen het volgende persbericht uit:
"Tot onze spijt moeten wij u informeren dat Pontus Norgren heeft besloten The Poodles te verlaten. We willen Pontus danken voor de mooie tijden die we hebben gedeeld en wensen hem het beste voor de toekomst."
Norgren zelf zei het volgende:
"Ik vind HammerFall een geweldige band. Ze hebben fantastische theatershows en ik hou van hun muziek. Dus toen ik hoorde dat ze op zoek waren naar een nieuwe gitarist wilde ik direct een poging wagen. Spelen bij The Poodles is een geweldige ervaring in vele opzichten geweest, maar ik heb altijd van zwaardere muziek gehouden en soms voelde ik dat The Poodles niet helemaal het forum was waarin de muziek waar ik van hou paste. Het is gewoon tijd om verder te gaan."

## Discografie

### Studioalbums
| Jaar | Album                 | Hoogste positie |
| Jaar | Album                 | SWE             |
| ---- | --------------------- | --------------- |
| 2006 | Metal Will Stand Tall | 4               |
| 2007 | Sweet Trade           | 8               |
| 2009 | Clash of the Elements | 5               |
| 2011 | Performocracy         | 1               |
| 2013 | Tour De Force         | 5               |
| 2015 | Devil in the Details  | 27              |
| 2018 | Prisma                |                 |

### Livealbums
| Jaar | Album      | Hoogste positie |
| Jaar | Album      | SWE             |
| ---- | ---------- | --------------- |
| 2010 | No Quarter | 50              |

### Singles
| Jaar | Single                                                                           | Hoogste positie | Album                 |
| Jaar | Single                                                                           | SWE             | Album                 |
| ---- | -------------------------------------------------------------------------------- | --------------- | --------------------- |
| 2006 | "Night of Passion"                                                               | 2               | Metal Will Stand Tall |
| 2006 | "Metal Will Stand Tall" (feat. Tess Merkel)                                      | 2               | Metal Will Stand Tall |
| 2006 | "Song for You"                                                                   | 7               | Metal Will Stand Tall |
| 2007 | "Seven Seas" (feat. Peter Stormare)                                              | 10              | Sweet Trade           |
| 2007 | "Streets of Fire"                                                                |                 | Sweet Trade           |
| 2008 | "Line of Fire" (E-Type & The Poodles)                                            | 3               |                       |
| 2008 | "Raise the Banner" (Swedish official song for the Olympic Games in Beijing 2008) | 1               |                       |
| 2009 | "One Out of Ten"                                                                 | 1               | Clash of the Elements |

### Singles (niet in top)
- 2009: "I Rule the Night"
- 2011: "Cuts Like a Knife"
- 2011: "I Want It All"
- 2013: "40 Days and 40 Nights"

### Verzamelalbums
- 2006: Various Artists - Melodifestivalen 2006